# Poesie in stürmischen Zeiten
Poesie in stürmischen Zeiten ist das 25. Studioalbum des Sängers und Liedermachers Konstantin Wecker aus dem Jahr 2020. Es ist die Zusammenstellung zweier Live-Streaming-Konzerte und enthält 18 Lieder sowie fünf Gedichte.

## Hintergrund
Während der COVID-19-Pandemie gab Konstantin Wecker mehrere Streamingkonzerte. Aus den Aufnahmen vom 22. März und 11. April 2020 wurde die CD zusammengestellt. Auch wenn es demnach Studioaufnahmen sind, ist sie einem Livealbum ähnlich, da sie Ansprachen ans Publikum enthält und live gespielt und gesendet wurde.
Von jeder verkauften CD gehen 5 Euro an die Künstler und die Crew des Labels Sturm und Klang.

## Inhalt
Wecker beginnt mit Ich singe, weil ich ein Lied hab’ und begrüßt das Publikum an den Bildschirmen. In Willy 2020, der achten Version des Liedes, thematisiert er unter anderem die COVID-19-Pandemie und die damit verbundenen Einschränkungen der Grundrechte, ohne dass Alternativen erwogen worden wären. Den Text dazu druckt er im Booklet zur CD und in seinem Buch Poesie und Widerstand in stürmischen Zeiten ab. Mit Der Virus aus dem Jahr 2013 hatte er sich einen „politisch klugen Virus“ gewünscht anstelle der Pandemie. Bei Den Parolen keine Chance verwendet er für den Refrain als musikalisches Zitat Beethovens Ode an die Freude. Er erinnert an Mikis Theodorakis und singt eine übertragene Version eines seiner Lieder. Mit Sage Nein und Was keiner wagt wird das Ende des Konzerts eingeläutet. Nach der Verabschiedung folgt noch Gracias a la Vida, gesanglich von Fany Kammerlander und Jo Barnikel unterstützt.

## Gastmusiker
Sarah Straub singt im Duett mit Wecker sein Lied Niemand kann die Liebe binden. 2019 hatte sie mit ihm das Album „Alles das und mehr“ mit Wecker-Liedern aufgenommen.

## Produktion
Bei den Aufnahmen im Mastermixstudio im Unterföhring war Stefan Gineger für Bild und Aufnahmeton zuständig, Alexander Hubmann für den Monitorton. Die Kamera führte Simon Osterhold. Regie, Bildschnitt und Produktion übernahm Florian Moser
Die Fotos des CD-Covers stammen von Thomas Karsten und Reinhard Berlin, die Studiofotos von Florian Moser. Für Grafik und Design war Uwe Liesmann zuständig.

## Titelliste
1. Ich singe, weil ich ein Lied hab’ – 4:10
2. Gedichte sind Küsse – 0:58
3. Willy 2020 – 7:46
4. Stürmische Zeiten mein Schatz – 5:38
5. Die Erziehung reformieren – 0:18
6. An meine Kinder – 3:58
7. Liebesdank – 3:21
8. Liebeslied – 3:14
9. Vier Gedichte (Über die Zärtlichkeit, Liebes Leben, Du liebst, Geliebtes Leben) – 4:21
10. Lieber ein politisch kluger Virus – 0:25
11. Der Virus – 3:01
12. Ich habe Angst – 5:00
13. Heiliger Tanz – 4:08
14. Vorstellung Sarah Straub – 1:08
15. Niemand kann die Liebe binden – 3:51
16. Den Parolen keine Chance – 3:23
17. Was immer mir der Wind erzählt – 5:09
18. Poesie ist Widerstand – 1:04
19. Wut und Zärtlichkeit – 3:49
20. Für Mikis Theodorakis – 0:42
21. Lied der Lieder (Musik Mikis Theodorakis, Originaltext Jakovos Kambanellis, dt. Text Gisela Steineckert) – 2:18
22. Sage Nein – 3:31
23. Was keiner wagt (Text Lothar Zenetti) – 2:13
24. Verabschiedung – 0:50
25. Gracias a la Vida (Musik und Text Violeta Parra, dt. Text Wecker) – 5:27